# 神武郡
神武郡，中国南北朝时设置的郡。
北魏孝昌元年（525年）置神武郡，属朔州（原怀朔镇）。下辖尖山县、殊颓县，大约在今内蒙古自治区包头市一带。次年，内迁至并州境内，在今山西寿阳县境内。东魏沿置，北齐在马邑重设朔州，下辖神武郡，治所在神武县，辖境相当今山西省神池县东北、山阴县东南一带。后改为太平郡。